# Кривошеев, Андрей Николаевич
Андрей Николаевич Кривошеев (род. 20.10.1970, г. Салават, БАССР) — советский российский конькобежец. Участник Олимпийских игр (1998). В сборной команде России с 1991 года. Завершил спортивную карьеру в 2001 году.
Выпускник Башкирского государственного педагогического института (1994). Мастер спорта международного класса (конькобежный спорт). Тренер — М. С. Бикмухаметов.

## Достижения
- чемпион СССР (1991 — 10000 м)
- чемпион России (1992 — 5000 м, 1992, 1993, 1996 — 10000 м)
- серебряный (1997—1500 м, 1993, 1996 — 5000 м, 1995 — 10000 м) и
- бронзовый (1992, 1995, 1998 — классическое многоборье, 1995, 1997, 1998 — 5000 м, 1998 — 10000 м) призёр чемпионатов России